# Lightning LS-218

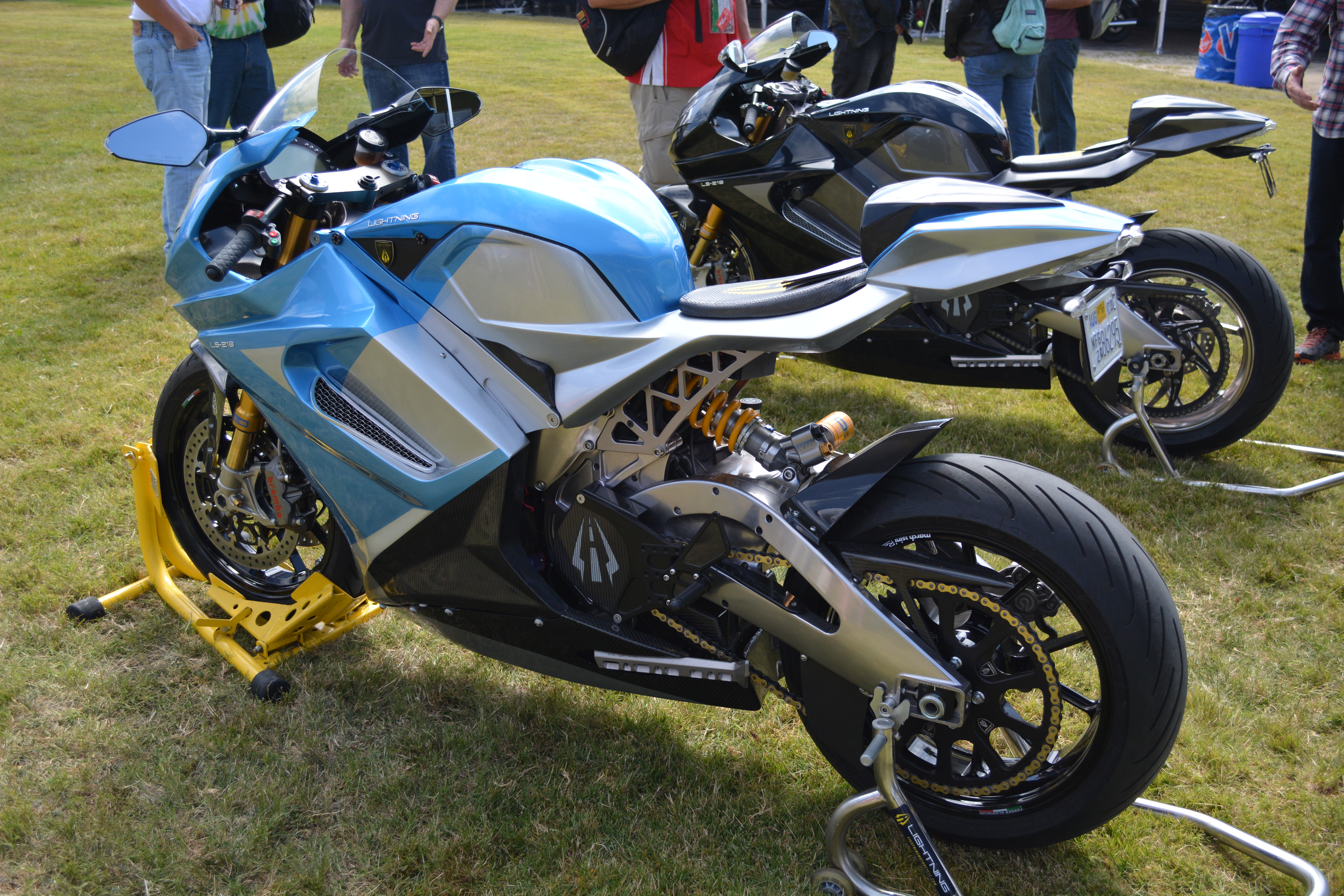
Seitenansicht

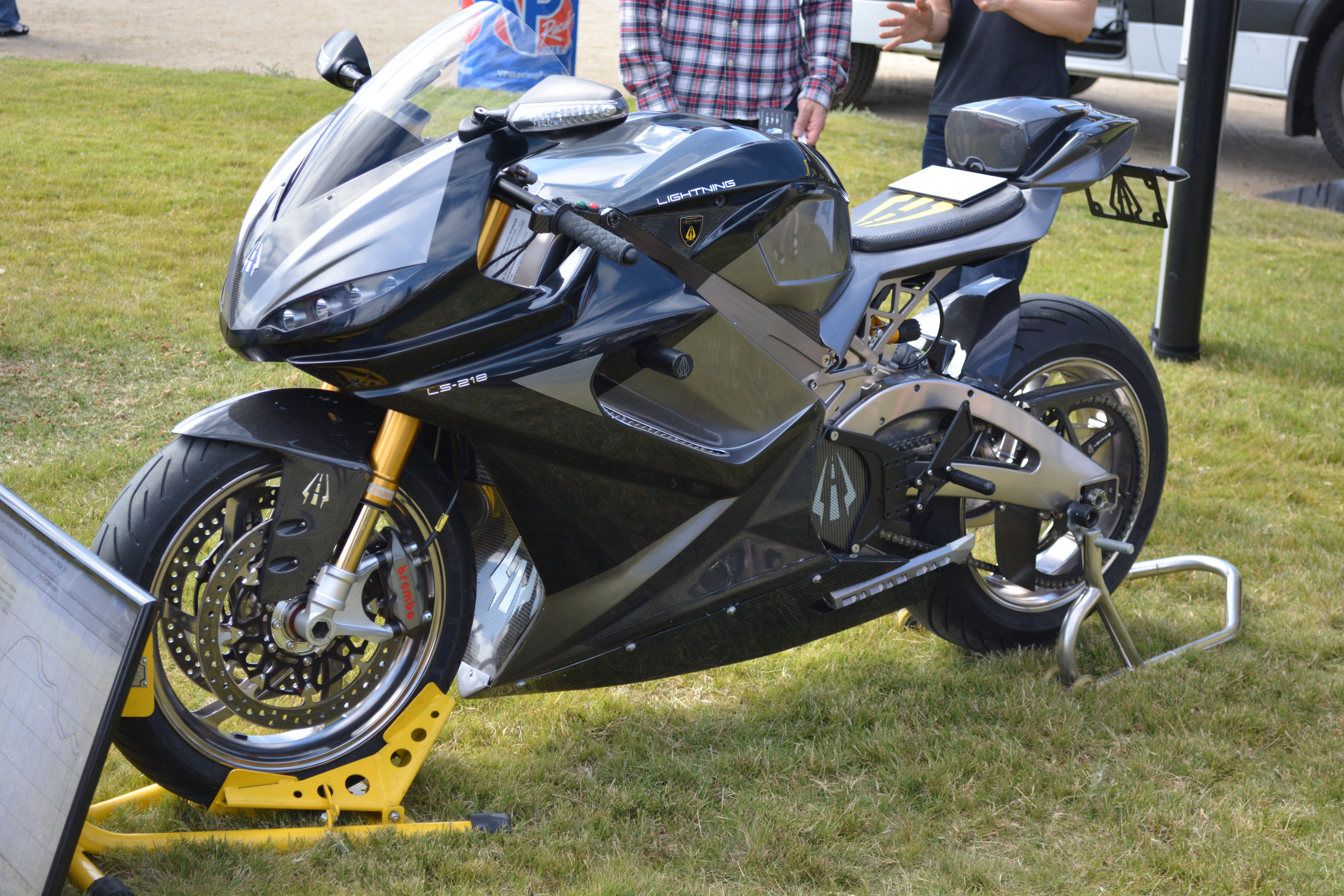
Vorstellung bei der Superbike-WM 2015

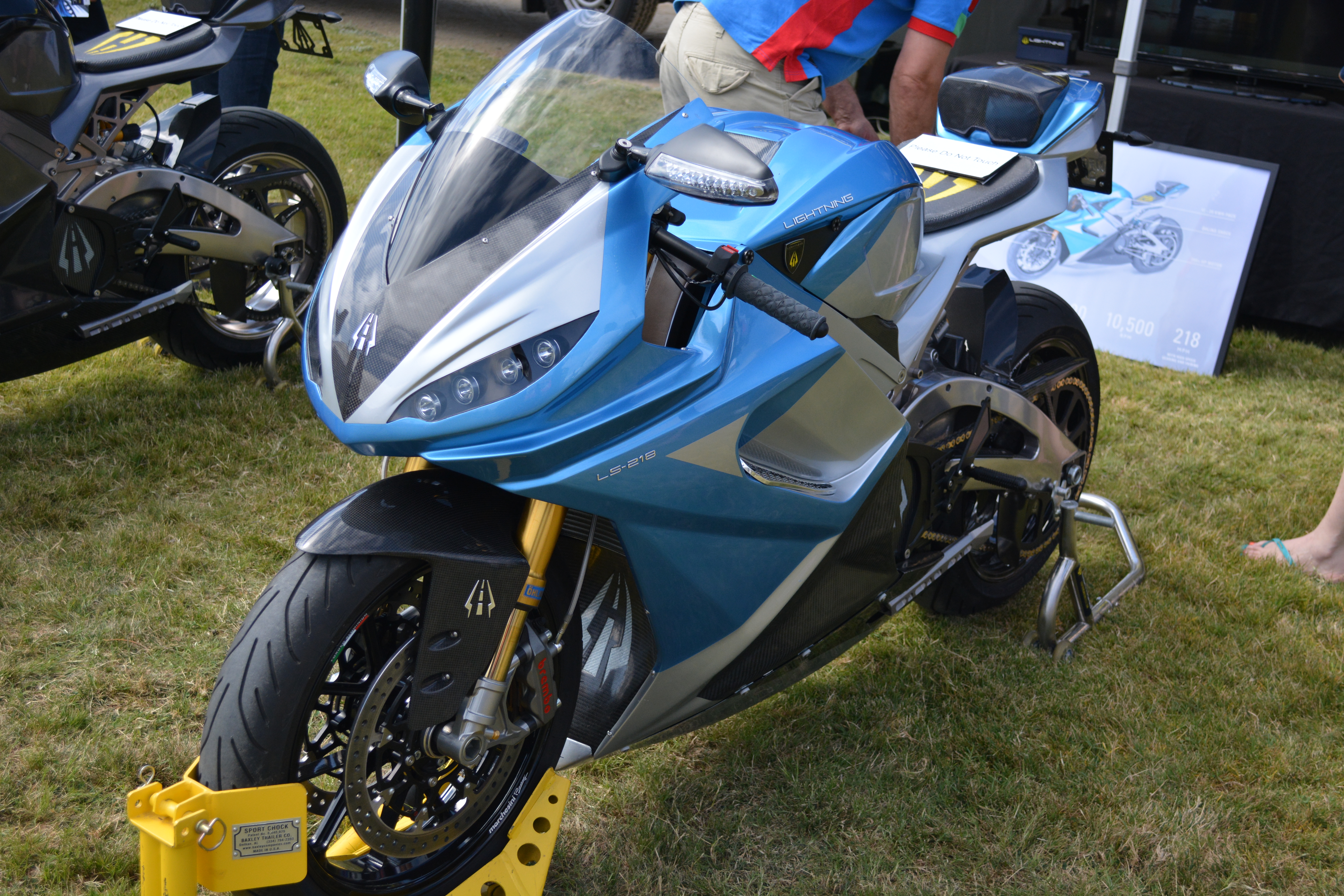
Vorderansicht

Die Lightning LS-218, benannt nach dem englischen Wort für "Blitz", ist ein Motorrad des US-amerikanischen Herstellers Lightning Motorcycle und wird rein elektrisch angetrieben. Die Maschine ist, nachdem die Vorserienmodelle schon einige elektrospezifische Rekorde aufstellten, derzeit (Stand Mai 2019) mit 218 mph – was etwa 350 km/h entspricht – das weltweit schnellste Serienmotorrad mit Straßenzulassung.

## Entwicklung und Hintergrund
Richard Hatfield gründete 2006 in San Carlos das Unternehmen Lightning Motorcycle, um Elektromotorräder zu bauen. Zuvor hatte Hatfield Solarmodule in die USA importiert. Aus dem Elektrorennsport konnte er andere Mitarbeiter abwerben. Zunächst wurde in dem neuen Unternehmen eine Yamaha YZF-R 1 als Elektromotorrad umgebaut. Ab 2008 begann die Entwicklung eines komplett eigenen Fahrzeuges. 2010 trat eine erste Version der LS-218 unter anderem gegen MotoCzysz beim US-Ableger der TTXGP auf dem Salzsee von Bonneville an, schlug dieses favorisierte Team und stellte mit 173,388 Meilen pro Stunde (rund 279 km/h) einen Rekord für diese Art von Motorrad auf. Die Serienversion stellte 2013 beim Bergrennen Pikes Peak International Hill Climb mit 10:00,694 Minuten erneut einen Rekord für Fahrzeuge in dieser Klasse auf. Daraufhin wurde eine Kleinserie aufgelegt.
Seit 2016 wird das Motorrad mit 150 Exemplaren pro Jahr in Serie in Handarbeit gebaut. Der Vertrieb erfolgt überwiegend über das Internet. Um das hohe Gewicht der Akkus auszugleichen, sind viele Teile in Leichtbauweise gefertigt. In der Basisversion lag der Kaufpreis bei Markteinführung bei 38.800 US-Dollar (etwa 35.000 Euro). Ungewöhnlich für ein Motorrad dieser Leistungsklasse ist das Fehlen einer elektronischen Traktionskontrolle und eines ABS. Allerdings wird über den Gaszug die Leistung dosiert: Die ersten 50 % der Drehbewegung aktivieren nur etwa 30 % des maximalen Drehmomentes, was die Fahrbarkeit im Alltag erhöhen soll. Als Energiespeicher werden Akkus auf Lithium-Mangan-Nickel-Kobaltoxid-Basis verwendet, die in Korea produziert werden. Die Controller sowie den Elektromotor entwickelte der Hersteller selbst. Auch der Aluminium-Monocoquerahmen sowie die Verkleidung aus Kompositwerkstoff wurden selbst entwickelt und werden im Unternehmen hergestellt. Andere Teile wie die Aluminiumfelgen von Marchesini oder die Bremsanlage von Brembo werden aus Italien zugekauft. Das Motorrad wurde für den US-Markt mit dem dortigen Standard für Ladesysteme nach der SAE J1772-Norm konzipiert, was einer Verbreitung außerhalb Nordamerikas, etwa in Europa, im Wege steht. Käufer müssen sich selber über Adapter oder andere Möglichkeiten des Aufladens kundig machen. Die Reichweite beträgt bei moderater Fahrweise etwa 250 km.

## Technische Daten
| Lightning LS-218     | Lightning LS-218                                  |
| -------------------- | ------------------------------------------------- |
| Motor                | ölgekühlter Dreiphasenmotor                       |
| Spannung             | 380 Volt                                          |
| Nennleistung         | 150 kW (203,9 PS)                                 |
| max. Drehmoment      | 228 Nm                                            |
| Endantrieb           | Kette                                             |
| Rahmen               | Leichtmetall-Monocoquerahmen                      |
| Radstand             | 1420 mm                                           |
| Nachlauf             | 105 mm                                            |
| Radaufhängung vorn   | 43-mm-Upside-Down-Gabel                           |
| Radaufhängung hinten | Zweiarmschwinge, Monoshock-Federbein              |
| Felgengröße vorn     | 3.50 × 17                                         |
| Felgengröße hinten   | 6.00 × 17                                         |
| Bereifung vorn       | 120/70-17                                         |
| Bereifung hinten     | 200/50-17                                         |
| Bremse vorne         | Zweischeibenbremse, Ø 320 mm (radial verschraubt) |
| Bremse hinten        | Einscheibenbremse, Ø 245 mm                       |
| Trockengewicht       | 226 kg                                            |
| Batteriekapazität    | wahlweise 12, 15 oder 20 kWh                      |
| Ladezeit             | 40 Minuten bis 8 Stunden                          |